# Architecture Boomtown
 (août 2024).
Si vous disposez d'ouvrages ou d'articles de référence ou si vous connaissez des sites web de qualité traitant du thème abordé ici, merci de compléter l'article en donnant les références utiles à sa vérifiabilité et en les liant à la section « Notes et références ».

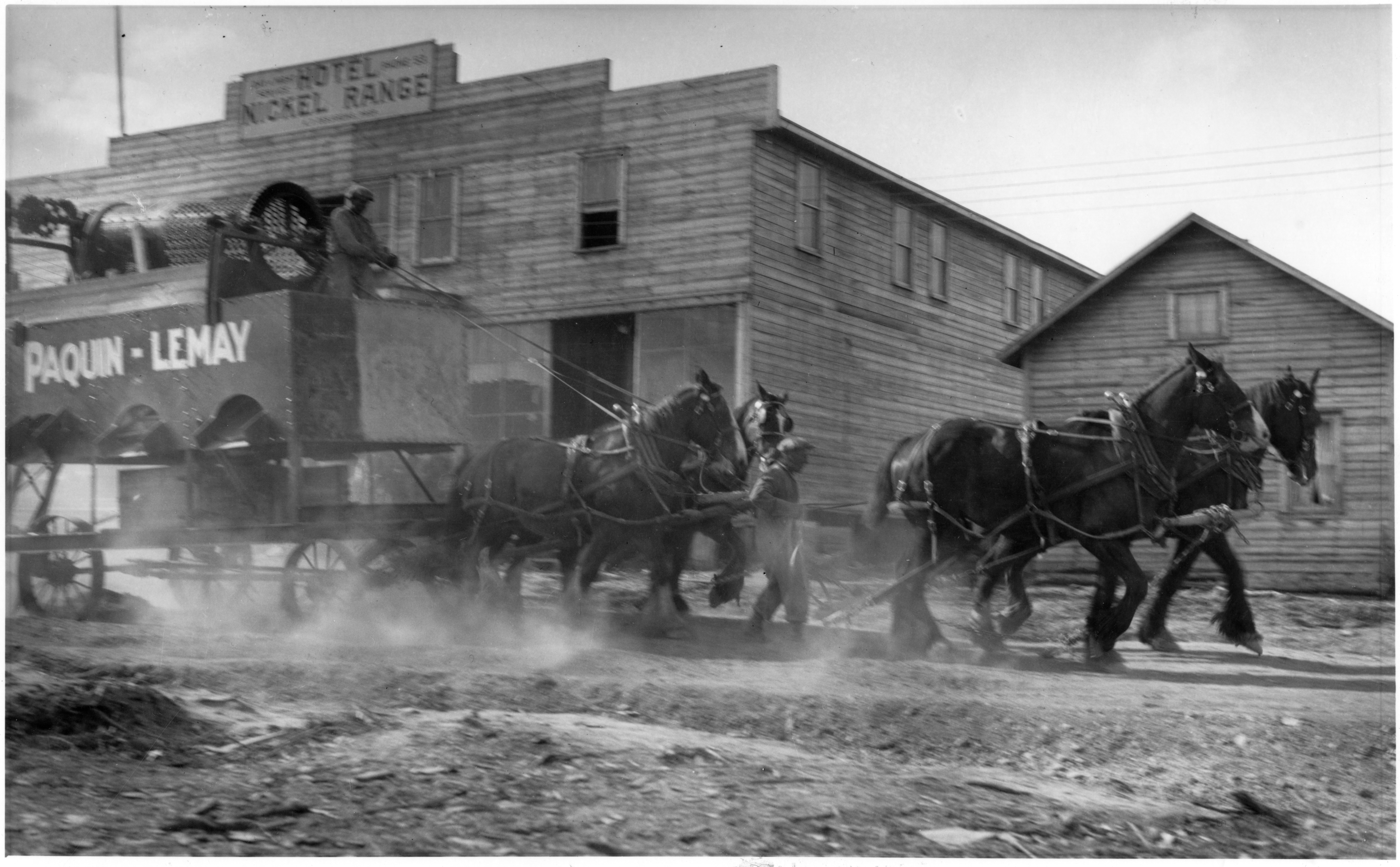
L'hôtel Nickel Range à Rouyn-Noranda

L’architecture Boomtown est un type d’architecture populaire que l’on retrouve dans plusieurs régions en Acadie et au Québec depuis la fin du xixe siècle.

## Étymologie
Le mot Boomtown fait référence aux villes champignons du temps de la conquête de l’Ouest américain. Elles sont surnommées ainsi en raison d’un développement urbain rapide à la suite de l'arrivée d’un secteur économique comme l’ouverture d’une mine d’or. Pour y différencier un bâtiment domestique à celui d’usage commercial, les propriétaires posaient de fausses façades de bois sur des bâtiments en bois rond et l’alignement de ces façades venait créer une rue principale. Ces bâtiments sont nommés des Western False-Front (Fausses façade western). Dans la culture populaire, on reconnaît ces bâtiments grâce à leur apparition récurrente dans les films Western. 
Au Québec, on utilise la terminologie Boomtown pour les bâtiments rappelant le langage visuel de l'architecture à fausse façade de l'ouest américain.

## Caractéristiques
appentis 
L'architecture Boomtown se retrouve sur les rues principales, en bordure de route. Il avait, dans la majorité des cas, une fonction commerciale et domestique soit par une division bipartite permettant un magasin au rez-de-chaussée et des logements à l’étage. Il est associé à la tradition constructive en bois. Sa charpente à claire-voie issue de l’industrialisation le témoigne. 
Comme il s’agit d’un type d’architecture vernaculaire, les bâtiments Boomtown se déclinent de différentes manières. Toutefois, il est possible de soulever des caractéristiques communes à ce style : 
- La façade avant est surmontée d’un parapet dépassant le toit et ce dernier est orné d’une corniche.
- Le toit est à double versant à faible pente ou en appentis.
- Le bâtiment est généralement composé de 1 ou 2 étages sur un plan de sol rectangulaire ou carré.
- Il y a régulièrement une galerie de bois à l’étage.
- Sa méthode constructive est généralement la charpente à claire-voie (balloon framing)
- Bien qu’il soit souvent dépouillé d’ornement, certains possèdent des ornementations western comme les fenêtres en oeil de bœuf ou encore des ornementations victoriennes témoignant de son éclectisme vernaculaire.
- Son revêtement peut être de brique, de planche à clin ou encore d’amiante

## Patrimoine
Depuis 2021, les municipalités régionales de comté sont dans l’obligation de rédiger des inventaires de patrimoine bâti en raison de la loi n.69 du ministère de la Culture et des Communications (Loi modifiant la Loi sur le patrimoine culturel et d’autres dispositions législatives.) 
Le genre Boomtown fait partie d’un type de patrimoine immobilier mis en valeur dans ces récents inventaires. Il est considéré comme un des exemples résultant de l’influence américaine sur le paysage bâti québécois. Il est aussi un témoin historique de l’industrialisation québécoise où de nouvelles méthodes de construction sont mises de l’avant pour répondre à l’augmentation de la population. 

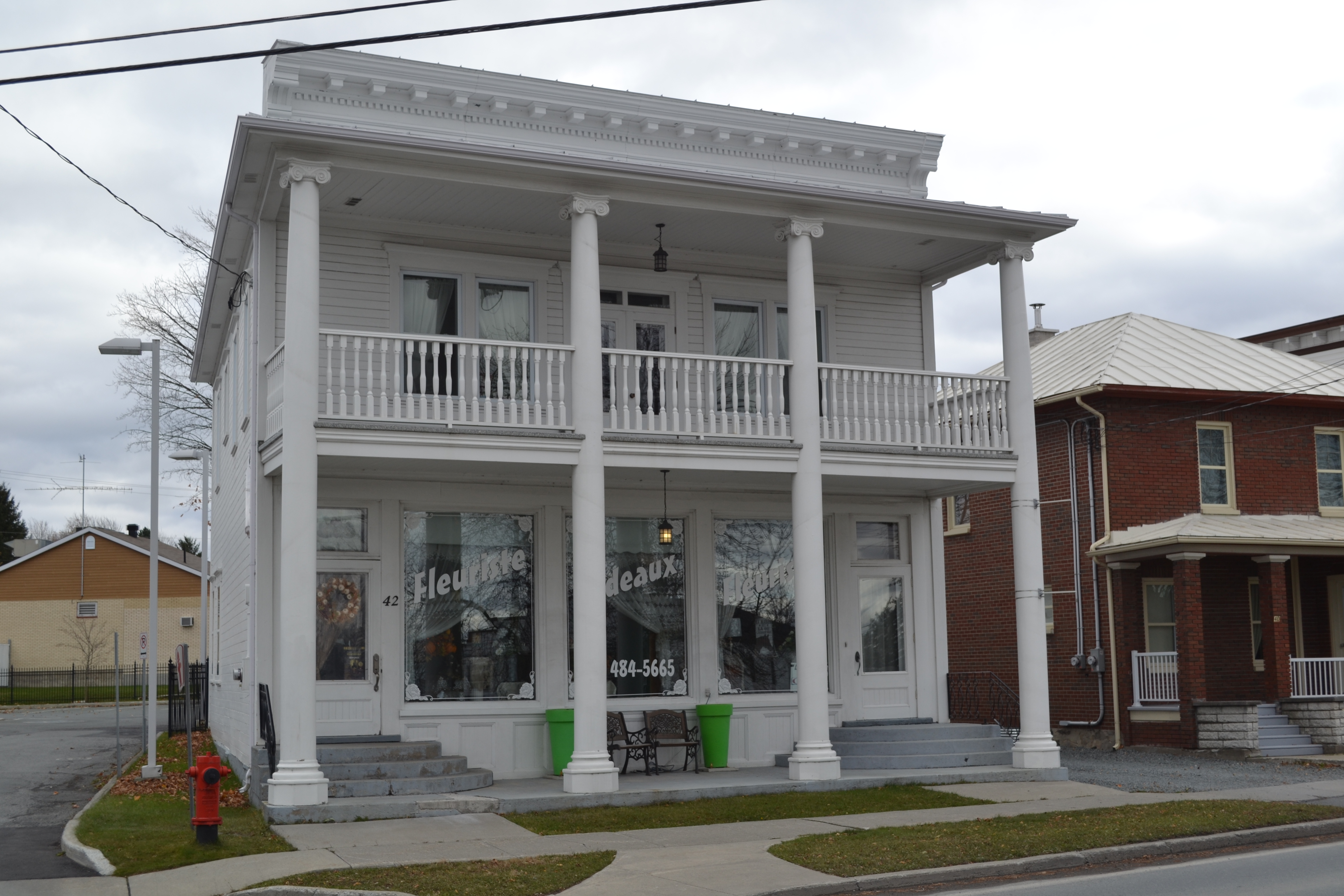
La Maison Adrienne-Lemieux à Saint-Éphrem-de-Beauce

La Maison Philippe-Verrette classée par le ministère des Cultures et des Communications et la Maison Adrienne-Lemieux citée par la municipalité de Saint-Éphrem-de-Beauce sont deux exemples de bâtiments Boomtown faisant partie de registres patrimoniaux.